# مارگیتا فیگولی
مارگیتا فیگولی (انگلیسی: Margita Figuli; ۲ october ۱۹۰۹ – ۲۷ مارس ۱۹۹۵ (۸۵ ساله)) که پس از ازدواجش با نام مارگیتا شوستروا و با نام مستعار اولگا مورنا شناخته می‌شود) نثرنویس، مترجم و نویسنده ادبیات کودکان و نوجوانان اهل کشور اسلواکی بود